# Richard Lyon-Dalberg-Acton
Richard Gerald Lyon-Dalberg-Acton (ur. 30 lipca 1941 w Aldenham Park, Hertfordshire, zm. 10 października 2010), brytyjski arystokrata i polityk, najstarszy syn Johna Lyon-Dalberg-Actona, 3. barona Acton i Daphne Strutt, córki 4. barona Rayleigh.

## Życiorys
Wykształcenie odebrał w St. George’s College w Zimbabwe i w Trinity College w Cambridge. Uniwersytet ukończył w 1963 r. z tytułem bakałarza sztuk. Później uzyskał tytuł magistra. Po studiach pracował jako dyrektor w Coutts & Co, zanim w 1976 r. przeniósł się do Inner Temple, gdzie odbywał praktykę adwokacką. Zakończył ją w 1981 r.

### Kariera polityczna
Pracował w ministerstwie sprawiedliwości w Zimbabwe. Na tym stanowisku pozostawał do 1985 r.
Po śmierci ojca w 1989 r. odziedziczył tytuł barona Acton i zasiadł w brytyjskiej Izbie Lordów do 1999 r. Wówczas nastąpiła reforma Izby, która pozbawiła go miejsca w Parlamencie. Jego nieobecność trwała tylko jeden rok. W 2000 r. otrzymał tytuł dożywotniego para jako Baron Acton of Bridgnorth, of Aldenham in the County of Shropshire.
Związany był z Partią Pracy. Od 2001 r. zasiadał w Komitecie Izby Lordów ds. Konstytucyjnych. Od 2002 r. był również członkiem Połączonej Komisji Izby Lordów ds. Zgodności Ustaw.

### Życie prywatne
28 sierpnia 1965 r. poślubił Hilary Juliet Sarah Cookson (zm. 25 października 1973), córkę dr Osmonda Cooksona. Richard i Hilary mieli razem jednego syna:
- John Charles Ferdinand Harold Lyon-Dalberg-Acton (ur. 16 sierpnia 1966), żonaty z Lucindą Percival, nie ma dzieci[1].

Lord Acton żenił się jeszcze dwa razy: w 1974 r. z Judith Garfield Todd (córką sir Garfielda Todda, rozwód w 1987 r.) i w 1988 r. z Patricią Nassif, córką M. Moreya Nassifa, profesor Uniwersytetu Iowa. Z obu tych małżeństw lord Acton nie doczekał się potomstwa.
Baron dzielił swój czasy między swoje dwie rezydencje – dom przy Whitehall Court 152 w Londynie i rezydencję na Oak Red Lane 100 w Cedar Rapids w stanie Iowa.